# Pristimantis aaptus
Pristimantis aaptus é uma espécie de anfíbio da família Craugastoridae. Pode ser encontrada na Colômbia e Peru. Os seus habitats naturais são: florestas subtropicais ou tropicais húmidas de baixa altitude e rios.